# Heterophleps
Heterophleps là một chi bướm đêm thuộc họ Geometridae.